# Ryan Gambin
Ryan Gambin (23. svibnja 1985.) je australski plivač podrijetlom iz Malte, specijaliziran za plivanje leđno i leptir.
Bio je uspješan u nacionalnim prvenstvima u Australiji, te je osvojio cijeli niz medalja na Australian Openu. 2007. godine, Gambin je postao član malteškog olimpijskog tima te predstavljao Maltu na raznim plivačkim natjecanjima, uključujući i Olimpijske igre.
Zbog svog uspjeha i iznimnih postignuća na Europskom prvenstvu, Gambin je dobio svoje mjesto kao prvi malteški plivač koji se kvalificirao na Olimpijske igre u Pekingu. Na Olimpijskim igrama, Gambin se kvalificirao za 100 m leptir, na kojem je nastupao i Michael Phelps. Iako nije uspio napredovati u polufinale srušio je drugi nacionalni rekord. Nakon Olimpijskih igara, Gambin je otišao u mirovinu i vratio se u Australiju gdje radi kao osobni trener i fitness instruktor u Gold Coastu.